# Lotus Carlton
Lotus Carlton foi um carro concebido pela Lotus e que usa a plataforma do Opel/Vauxhall Omega. Produzido na Inglaterra de 1990 até 1992, foi também vendido na Europa, com a designação Opel Lotus Omega.
Como qualquer outro veículo da Lotus, este carro tem como código o Type 104. As diferenças no exterior foram poucas em relação ao sedã normal: Aerofólio, entradas de ar no capô, logotipos da Lotus na lateral do carro, velocímetro com escala de até trezentos quilômetros por hora. Por menores que fossem, esses tornaram o "simples" Omega em um sedã mais agressivo.
Em termos de mecânica, o motor do Lotus Carlton é derivado do bloco de três litros usado nos Omegas GSi e CD, com alterações por parte da Lotus, passando este a ter 3638 cilindradas. Foram também adicionados dois Turbos Garrett T25, debitando assim 382 cavalos de força e 57,9 quilogramas-força de torque. A caixa manual de seis velocidades é derivada do Chevrolet Corvette ZR-1 de 1990.
Possuía um motor de seis cilindros em linha, bi-Turbo, com cabeçote DOHC, quatro válvulas por cilindro, 3638 cilindradas, torque de 568.1 nanômetros (419.0 libras), com 4200 rotações por minuto, e um rendimento de 104.29 cavalos por litro.
Em performance, fazia de 0 a 100 quilômetros por hora em 5,4 segundos, 0 a 160 quilômetros por hora em 11,5 segundos, 0 a quatrocentos metros em 13,5 segundos com sua velocidade máxima sendo de 283,9 quilômetros por hora (segundo o fabricante). Foi considerado, na época, o sedã mai veloz já fabricado.
O carro foi vendido em apenas uma única cor, o verde imperial, que é um verde mais escuro, próximo ao preto.
A General Motors estava à espera de produzir 1100 unidades porém, durante o período de produção, foram montadas apenas 950 unidades, dos quais 320 eram Vauxhall e os restantes eram Opel.
Desde o fim de 1980 que os carros alemães desportivos como, por exemplo, os BMW's e os Mercedes, tinham a velocidade máxima limitada eletronicamente aos 250 quilômetros por hora. Quando o Opel Lotus Omega surgiu, houve uma grande controvérsia, visto que era um carro sem limitador de velocidade e sem controle de tração, embora a fábrica afirmasse que a sua velocidade máxima era de 283,9 quilômetros por hora, este chegava aos 301,4.